# Banauros
Banauros (altgriechisch Βάναυρος Bánauros) ist eine Gestalt der griechischen Mythologie.
Laut Stephanos von Byzanz war Banauros ein Sohn des lokrischen Ajax. Er war der Eponym der Banauriden, einer nicht näher zu lokalisierenden Inselgruppe im Tyrrhenischen Meer.

## Quelle
- Stephanos von Byzanz s. v. Βαναυρίδες: Τυρρηνικαὶ νῆσοι, ἀπὸ Βαναύρου υἱοῦ Αἴαντος. τὸ ἐθνικὸν Βαναυρεύς.